# Multiplan
Multiplan va ser el primer programa de full de càlcul desenvolupat per la Microsoft. Conegut inicialment pel nom codi «EP» (de «Electronic Paper» o «Paper Electrònic»), va ser llançat el 1982 com un competidor del VisiCalc.
Multiplan corria inicialment en ambient operatiu CP/M; va ser desenvolupat usant un compilador privatiu de pseudocodi C de la mateixa Microsoft, com a part d'una estratègia de portabilitat que facilitava transportar programes per a sistemes tals com MS-DOS, Xenix, Commodore 64, Texas Instruments TI-99/4A, RadioShack Model II, Apple II i la sèrie Burroughs B-20.
Malgrat l'alliberament del Microsoft Chart, un programa accessori per a creació de gràfics, el Multiplan va continuar a vendre menys que el Lotus 1-2-3. Va ser substituït pel Microsoft Excel tant en Apple Macintosh (1985) com en Microsoft Windows (1987).

## Diferències d'adreçament de cel·les
Una diferència fonamental entre Muliplan i els seus competidors va ser la decisió de Microsoft d'utilitzar l'adreçament R1C1 en lloc de l'adreçament A1 introduït per VisiCalc. Encara que les fórmules d'estil R1C1 són més eficients per a macros que les fórmules d'estil A1, la majoria dels usuaris de full de càlcul prefereixen el format de referència A1 de VisiCalc.
Microsoft va portar endavant el llegat del R1C1 de Multiplan al Microsoft Excel, que ofereix els dos modes d'adreçament.